# Francis D’Arcy-Osborne
Francis George Godolphin D’Arcy D’Arcy-Osborne, 7. książę Leeds (ur. 21 maja 1798 w Londynie, zm. 4 maja 1859 tamże) – brytyjski arystokrata i polityk. Od urodzenia do 1799 nosił tytuł grzecznościowy hrabiego Danby, a od 1799 do 1838 markiza Carmarthen.
Był synem George’a Osborne’a, 6. księcia Leeds i Charlotte Townshend, córki George’a Townshenda, 1. markiza Townshend. 24 kwietnia 1828 roku ożenił się z Louisą Catharine Hervey-Bathurst. Para nie miała potomstwa. Po jego śmierci w 1859 roku 8. hrabią Leeds został jego kuzyn George Osborne.